# 蒙塔米
蒙塔米（法語：Montamy，法語發音：[mɔ̃tami] ⓘ）是法国卡尔瓦多斯省的一个旧市镇，属于维尔区。2016年，蒙塔米与临近的19个市镇合并为新市镇苏勒夫尔昂博卡日。

## 地理
蒙塔米（48°58'20"N, 0°45'57"W）面积3.67 平方千米，位于法国诺曼底大区卡爾瓦多斯省，该省份为法国西北部沿海省份，北濒大西洋英吉利海峡，东北与滨海塞纳省以海上边界相接，东临厄尔省，南至奧恩省，西与芒什省接壤。
与蒙塔米接壤的市镇（或旧市镇、城区）包括：布雷穆瓦、勒梅尼勒欧祖夫、蒙绍韦、圣皮埃尔塔朗泰讷。
蒙塔米的时区为UTC+01:00、UTC+02:00（夏令时）。

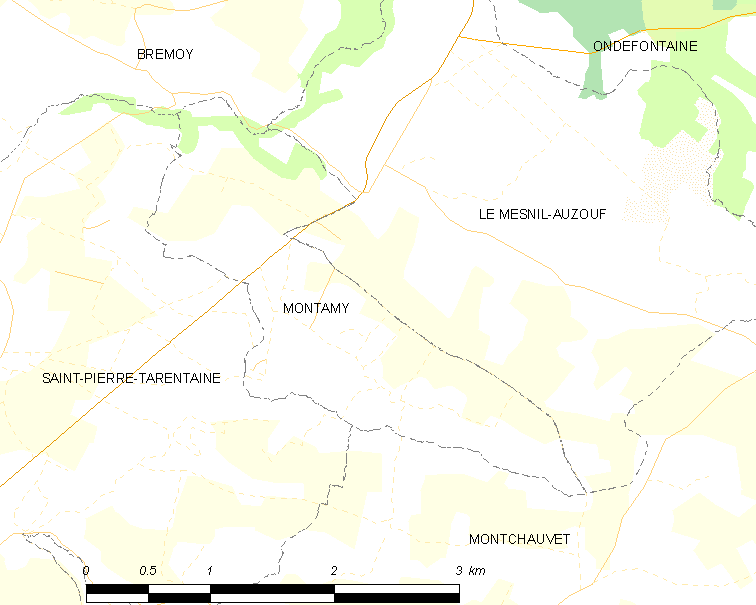
蒙塔米的OSM定位图

## 行政
蒙塔米的邮政编码为14260，INSEE市镇编码为14440。

## 政治
蒙塔米所属的省级选区为诺曼底地区孔代县。

## 人口

1962-2008年间蒙塔米人口变化图示

蒙塔米于2018年1月1日时的人口数量为126人。